# Restaurationskrieg
Der Restaurationskrieg (portugiesisch Guerra da Restauração) war eine militärische Auseinandersetzung in den Jahren von 1640 bis 1668. Das Königreich Portugal, das seit 1580 in Personalunion (Iberische Union) mit dem Königreich Spanien verbunden war, erkämpfte in diesem Konflikt seine Unabhängigkeit. Er endete am 13. Februar 1668 mit dem Abschluss des Friedens von Lissabon.
Der zentrale Platz Praça dos Restauradores in Portugals Hauptstadt Lissabon erinnert prominent an diese Wiederherstellung (portugiesisch Restauração) der Unabhängigkeit.

## Vorgeschichte

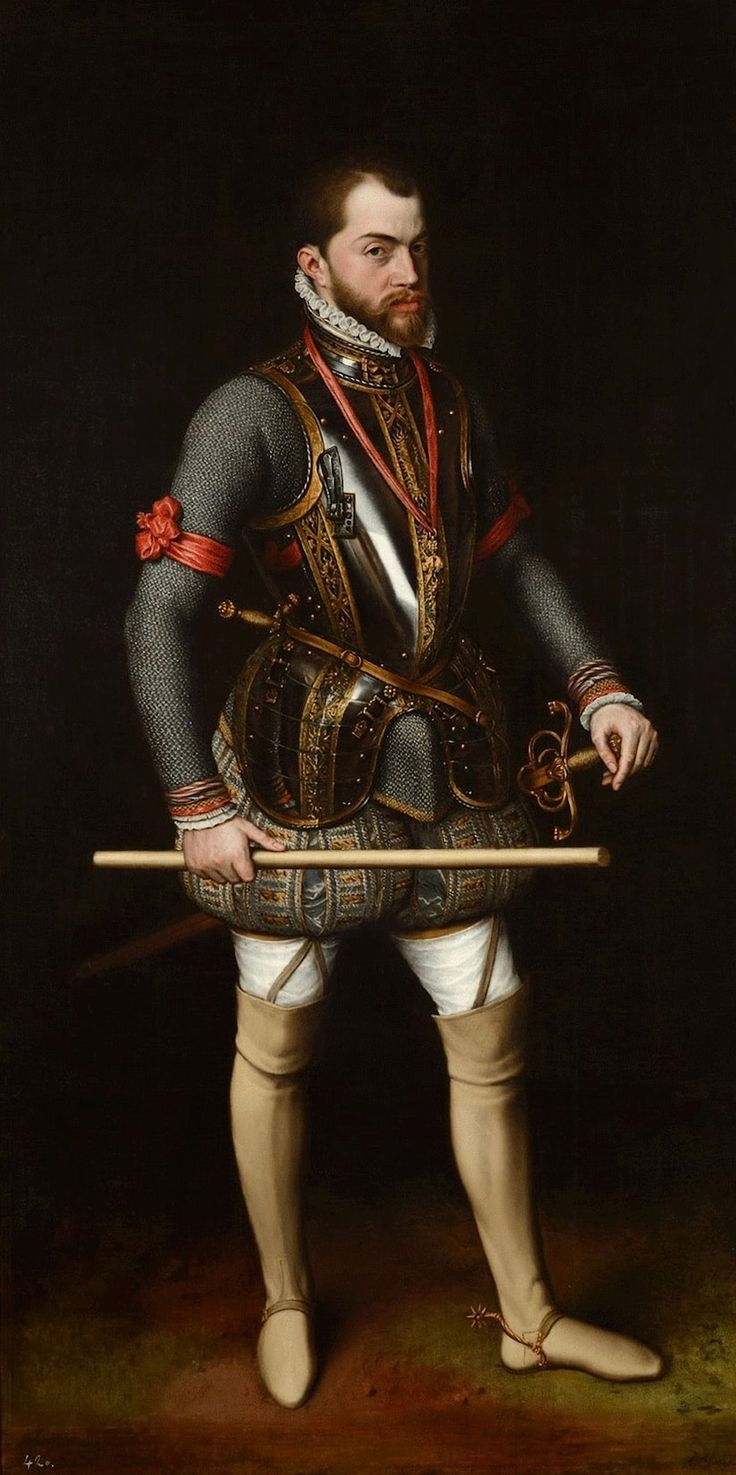
König Philipp II. von Spanien, Porträt von Anthonis Mor

Am 31. Januar 1580 verstarb mit König Heinrich I. von Portugal (1512–1580) das letzte männliche Mitglied des Hauses Avis. Testamentarisch hatte Heinrich vor seinem Tod Philipp II. von Spanien (1527–1598, reg. 1555–98) als seinen Nachfolger festgelegt. Dieser war selbst ein Enkel des verstorbenen portugiesischen Königs Manuel I. (reg. 1495–1521) und war außerdem mit einer Tochter des portugiesischen Königs Johann III. (reg. 1521–1557) verheiratet. Zwar meldete auch das Haus Braganza, das in gleichem verwandtschaftlichem Verhältnis zum portugiesischen Königshaus stand, Erbansprüche an, doch nur António von Crato (1531–1595), ein Enkel König Manuels I., leistete der überlegenen spanischen Militärmacht Widerstand. Die portugiesischen Cortes (Ständeversammlung) erkannten Philipp als Philipp I. an.
In einer Charta aus dem Jahr 1582 bestätigte Philipp II. den Portugiesen alle Rechte, Privilegien, Ämter sowie das Gerichtswesen und den Überseehandel. Die Regierung des Landes sollte formal einem Vizekönig oder Statthalter und einem Regentschaftsrat übertragen werden, doch alle wichtigen portugiesischen Angelegenheiten sollten einem aus Portugiesen bestehenden Rat am spanischen Hof in Madrid vorbehalten bleiben. Somit verband die nunmehr in Personalunion regierten Länder lediglich die Person des spanischen Königs.
Im Jahre 1598 folgte König Philipp III. (1578–1621) seinem Vater auf den spanischen und portugiesischen Thron. Dieser begann die Bestimmungen der Charta von 1582 grob zu verletzen, indem er Spanier in den portugiesischen Rat am Madrider Hof ernannte, spanische Inspektoren des Schatzamtes nach Portugal entsandte und portugiesische Ländereien an spanische Edelleute vergab. Die Cortes wurden nicht mehr einberufen und in Portugal Steuern erhoben, deren Erträge in die Kassen der spanischen Krone flossen. Auch die portugiesischen Festungen wurden vertragswidrig mit spanischen Garnisonen versehen. Als besonders belastend empfand die portugiesische Bevölkerung die Aushebung von portugiesischen Rekruten für die spanischen Armeen. Als 1621 Philipp IV. (1605–1665; reg. 1621–1665) auf den spanischen und portugiesischen Thron folgte, spitzte sich die Lage weiter zu. Der König ernannte die Witwe des Herzoges von Mantua, Prinzessin Margarete, zur Vizekönigin in Portugal. Diese regierte mit Hilfe ihres Staatssekretärs Miguel von Vasconcelos, selbst ein Portugiese. Lukrative Ämter wurden an den spanischen Adel vergeben, und Spaniens Verwicklung in den Dreißigjährigen Krieg (1618–1648) führten zu weiteren Steuererhöhungen.
Allgemein hatte sich die wirtschaftliche Lage Portugals seit 1588 verschlechtert. Durch die Vereinigung der beiden iberischen Kronen waren die Feinde Spaniens nun auch Feinde Portugals. So verlor Portugal 1622 Hormuz an die Briten, während die Niederländer andere Stützpunkte eroberten und so die Kontrolle über den Seeweg nach Indien erlangten. Außerdem setzten sie sich in Brasilien (1630) und Afrika fest (→ Niederländisch-Portugiesischer Krieg). Das Handelsvolumen zwischen Lissabon und Indien sank deshalb auf weniger als ein Drittel des ursprünglichen Umfanges, und der Verlust des Handelsmonopols führte zu drastischen finanziellen Verlusten der Krone, des Adels, des Klerus und des Bürgertums. Von der wirtschaftlichen Rezession waren auch die unteren Schichten betroffen, deren Armut merklich zunahm. Zur Erklärung dieser Umstände diente eine einfache und scheinbar einleuchtende Erklärung: Spanien war schuld an allem Übel. Es waren starke nationale Animositäten entstanden, aufgrund derer diese Erklärung auf große Resonanz stieß. In den amerikanischen Kolonien hatten spanische Siedler das Vordringen portugiesischer Siedler bekämpft und waren unter dem Vorwand der Judenverfolgung mit äußerster Brutalität vorgegangen. Gleichzeitig verspürte die portugiesische Bevölkerung auch etwas, was der Historiker Oliveira später als „kulturelle Kastilianisierung“ bezeichnete. Viele portugiesische Künstler waren an den spanischen Hof abgewandert, an dem sich das gesamte kulturelle Leben zu konzentrieren schien. Gleichzeitig erschien in Portugal fast nur noch Literatur in spanischer Sprache, während zahlreiche portugiesische Kunstschätze, vor allem aus Lissabon, von spanischen Adligen außer Landes geschafft wurden. In der Wahrnehmung vieler Portugiesen drohte der Verlust der nationalen Identität.
Diese Umstände führten in den Jahren 1628 (in Porto) und 1637 (in Évora) zu Aufständen, die jedoch niedergeschlagen wurden. Als Reaktion darauf wurde in Madrid darüber nachgedacht, die eigenständigen portugiesischen Cortes abzuschaffen und sie in den Cortes Kastiliens einzugliedern. Die Aufstände hatten jedoch der portugiesischen Oberschicht gezeigt, dass bei einer größeren Verschwörung auf die Unterstützung des Volkes gezählt werden konnte. Der portugiesische Adel begann Ende 1638 eine Verschwörung gegen Spanien.

## Der Aufstand von 1640

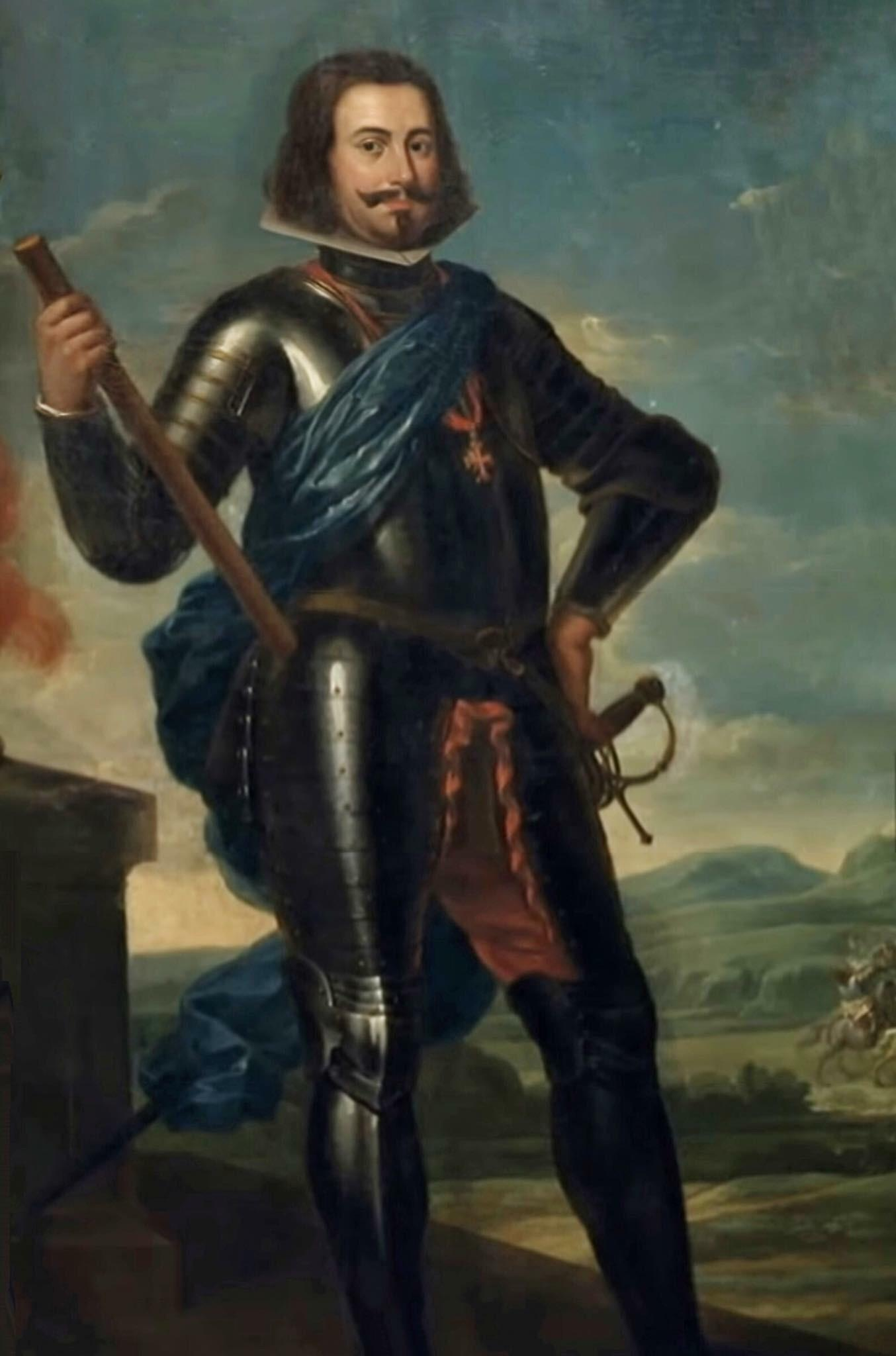
Johann IV. von Portugal war von 1640 bis 1656 der 21. König Portugals

Als Führer eines Aufstandes kam in erster Linie Herzog Johann von Braganza (1604–1656) in Frage. Er war der Enkel der Infantin Catarina (1540–1614), Thronprätendentin des Jahres 1580 und deshalb besonders angesehen. Außerdem umfassten seine Ländereien fast ein Drittel des Landes, was ihn zum reichsten Mann Portugals machte. Der spanische Kanzler Olivares (1587–1645) bemühte sich vergeblich, Herzog Johann für die spanische Seite zu gewinnen und bei den Portugiesen unpopulär zu machen. Unter anderem ernannte er ihn deshalb 1639 zum Militärgouverneur des Landes mit der Aufgabe, Streitkräfte aufzustellen. Als in Katalonien im Juni 1640 ein Aufstand ausbrach, wurden die letzten spanischen Truppen aus Portugal abgezogen. Noch im selben Jahr verlangte Olivares vom portugiesischen Adel Geld und Truppen. Der Adel sollte sich in Madrid einfinden. Dies führte zu Entrüstung in Portugal und gab der Verschwörung politischen Auftrieb, zumal sich seit 1634 auch französische Agenten im Land aufhielten, um die Portugiesen der französischen Unterstützung gegen Spanien zu versichern.
Der portugiesische Adelsrat bot dem Herzog von Braganza die Königskrone an. Falls er ablehne, würden sie eine Republik proklamieren. Der Herzog willigte ein, und am 1. Dezember 1640 begann der vorbereitete Aufstand. Am Morgen dieses Tages stürmten 40 Adlige um den Grafen Antão de Almada mit 200 Bewaffneten die Residenz der spanischen Vizekönigin. Sie wurde in ein Kloster gesteckt, Staatssekretär Miguel de Vasconcelos wurde getötet. In vielen Städten des Landes leisteten die verbliebenen spanischen Garnisonen kaum Widerstand. Am 6. Dezember 1640 zog der Herzog von Braganza in Lissabon ein, wo er am 15. Dezember vom portugiesischen Adelsrat zu König Johann IV. gewählt wurde. Damit hatte Portugal seine Unabhängigkeit wiedergewonnen, befand sich jedoch nun im Krieg mit Spanien.

## Kriegsverlauf

### Die Lage beim Regierungsantritt Johanns IV.
Spanien erkannte Johann IV. nicht an und wollte die spanische Herrschaft in Portugal wiederherstellen. Allerdings waren dem spanischen König zunächst die Hände gebunden, da er in einen Krieg mit Frankreich verwickelt war und seine Truppen dort benötigte. Deshalb kam es während der Regierungszeit Johanns IV. kaum zu kriegerischen Auseinandersetzungen mit Spanien. Johann nutzte diese Zeit, um in Erwartung eines spanischen Angriffs die Landesverteidigung zu stärken und das traditionelle Verteidigungsbündnis des Landes mit England zu erneuern. Zunächst schloss er einen Waffenstillstand mit den Vereinigten Niederlanden und einen Bündnisvertrag mit Frankreich. Dies wurde durch zwei Handelsabkommen mit England und Schweden ergänzt.
Johann IV. teilte das Land nach seinem Regierungsantritt in 22 Rekrutierungsbezirke, sog. comarcas, ein. Diesen standen jeweils ein Gobernador, ein Sargento mor und zwei Adjutantes vor. Die männliche Bevölkerung zwischen 15 und 70 Jahren wurde gemustert und in Listen eingetragen. Die Nachgeborenen jeder Familie bildeten die Rekrutierungsbasis für das stehende Heer, welches sich um 1646 auf 16.000 Mann Infanterie und 4000 Mann Kavallerie belief. Die Dienstzeit betrug sechs Jahre. Jeweils die ersten und die einzigen Söhne von Witwen sowie Verheiratete bildeten die Auxiliares, eine Landwehr. Jede comarca stellte ein Regiment dieser Landwehr auf, wobei die Einübung und Organisation des Verbandes den Sargento mors und den Adjutantes oblag. An der Spitze jedes Regimentes stand ein angesehener Bezirkseinwohner, der Mestre de Campo genannt wurde und die Einheit in den Einsatz führte. Im Kriegsfall rückten die Auxiliares nur bis an die Grenzen des Landes vor und wurden während ihrer Dienstzeit besoldet. Ältere Männer, die nicht mehr für die Landwehr in Frage kamen, wurden in den Hilfskontingenten der Ordonança zusammengefasst. Im Kriegsfall sollten sie die Befestigungen des Landes besetzen.

### Der Verlauf der Operationen

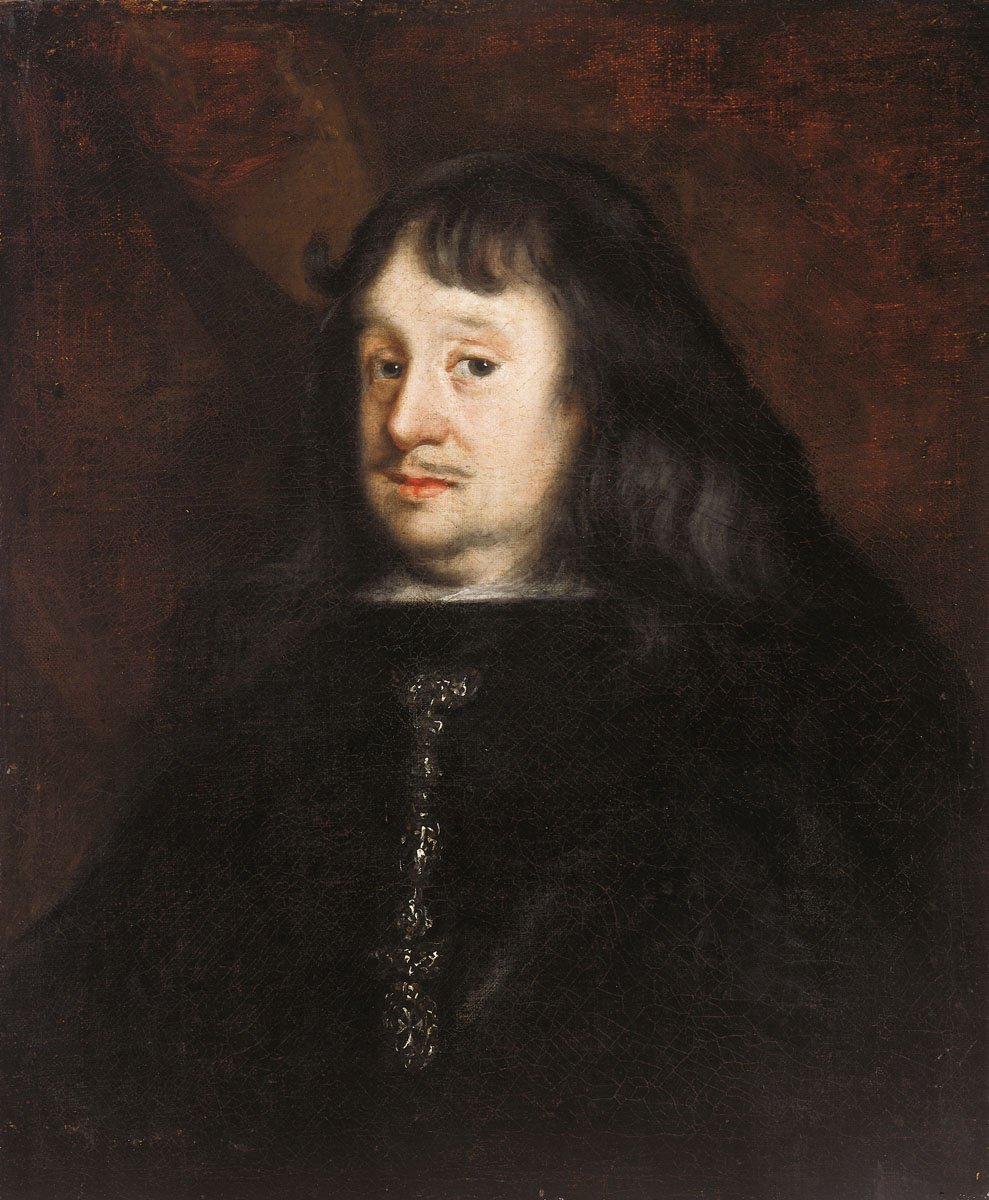
Juan José de Austria (1629–1679)

Spanien führte Krieg gegen Frankreich und konnte deshalb auf absehbare Zeit keine Truppen entbehren, um die Herrschaft Philipps IV. in Portugal wiederherzustellen. Nur 1644 kam es zu einem Zusammenstoß portugiesischer und spanischer Truppen in der Schlacht bei Montijo am 26. Mai 1644. Dies änderte sich, als sich der Krieg gegen Frankreich dem Ende zuneigte. Am 17. September 1658 kam es zur Schlacht von Vilanova. Ende des Jahres 1658 sammelte sich ein spanisches Heer unter General Luis de Haro am Fluss Caia, um die portugiesische Stadt Elvas einzunehmen. In der Schlacht bei Elvas (14. Januar 1659) konnten die Portugiesen diesen Vorstoß jedoch abwehren.
Nach dem Abschluss des Pyrenäenfriedens zwischen Spanien und Frankreich am 7. November 1659 konnte Philipp IV. seine militärischen Anstrengungen gegen Portugal richten. Der französische König Ludwig XIV. (1638–1715) unterstützte Portugal jedoch weiter gegen Spanien. Er entsandte 1660 den Marschall Friedrich von Schomberg (1615–1690) mit 80 Offizieren und 500 Mann. Auch König Karl II. (1632–1685, reg. 1660–1685) unterstützte Portugal, da beide Länder die gleichen Gegner, Spanien und die Vereinigten Niederlande, hatten. Englische Schiffe brachten Marschall Schomberg nach Portugal, wo dieser Anfang 1661 eintraf und zum Mestre de Campo General, zum Oberbefehlshaber des 10.000 Infanteristen und 5000 Kavalleristen umfassenden Heeres, ernannt wurde.
Im Juni desselben Jahres fiel ein spanisches Heer unter Juan José de Austria (1629–1679) im Alentejo ein und eroberte Arronches. Es kam jedoch zu keiner Schlacht. Der Feldzug des Jahres 1662 brachte weitere Rückschläge für Portugal. Marschall Schomberg verschanzte sich in einem Lager bei Estremoz, wo Juan José nicht angreifen konnte. Dieser belagerte stattdessen Juromenha. Die portugiesische Armee versuchte die Festung zu entsetzen, doch die Uneinigkeit der Heerführer Schomberg und Penhaflor sowie der ungenügende Ausrüstungsstand nötigten sie zum Abzug. Jurumenha fiel an die Spanier. Nach diesem Desaster bat Schomberg um seine Entlassung. Um dies zu verhindern, enthob der seit 1656 regierende König Alfons VI. Penhaflor seiner Ämter und ersetzte ihn durch Marialva. Auch Ludwig XIV. wünschte, dass Schomberg in Portugal blieb.
Im folgenden Jahr verbesserte sich Portugals Situation merklich. Am 31. Mai 1662 hatte Karl II. Katharina von Braganza (1638–1705), die Tochter Johanns IV. und Schwester Alfons IV., geheiratet. Nun trat er offen auf die portugiesische Seite und entsandte ein englisches Hilfskorps, das Schomberg unterstellt wurde. Juan de Austria rückte 1663 erneut vor und eroberte Évora. Als Schomberg ihm entgegeneilte, zog er es vor, sich etwas zurückfallen zu lassen, um sich seinen Verstärkungen anzunähern. Schomberg folgte dem spanischen Heer und griff es am 8. Juni in der Schlacht bei Ameixial an. Im folgenden Jahr wehrte eine andere portugiesische Armee in der Schlacht bei Castelo Rodrigo (7. Juli 1664) einen weiteren spanischen Vorstoß ab. Der letzte Angriff des spanischen Heeres erfolgte im Sommer 1665. Der spanische General Marqués de Caracena belagerte Vila Viçosa, während das portugiesische Heer unter Schomberg zum Entsatz der Festung herankam. Am 17. Juni trafen die beiden Heere in der Schlacht bei Montes Claros aufeinander. Die Spanier erlitten eine schwere Niederlage und zogen sich aus Portugal zurück. In den folgenden Jahren kam es zu keinen größeren Kampfhandlungen mehr. König Philipp IV. war am 17. September 1665 verstorben, und dies führte am spanischen Hof zu innenpolitischen Verwirrungen, die keine energische Kriegführung zuließen. Sowohl 1666 als auch 1667 unternahm Marschall Schomberg lediglich Streifzüge auf spanischem Territorium. Am 13. Februar 1668 wurde der Krieg durch den Frieden von Lissabon beendet.

## Friedensschluss und Folgen
Anstelle des gerade fünfjährigen Thronfolgers Karl II. übernahm dessen Mutter Maria Anna (1634–1696) die Regentschaft in Spanien. Sie sah sich schweren Problemen gegenüber. König Ludwig XIV. forderte einen Teil des spanischen Erbes ein, innenpolitisch wurde sie kaum unterstützt, und die Finanzen des Landes waren nach 47 Jahren unablässiger Kriege zerrüttet. Als französische Truppen im Mai 1667 in die Spanischen Niederlande einmarschierten (siehe auch: Devolutionskrieg), entschloss sich die Regentin zu Friedensverhandlungen, die mit Hilfe englischer Vermittlung am 13. Februar 1668 zum Abschluss kamen. Die Verhandlungen wurden in Lissabon von einer Palastrevolte begleitet, in deren Verlauf Maria Francisca Elisabeth von Savoyen (1646–1683) den König Alfons VI. inhaftieren ließ, um seinen jüngeren Bruder Peter (1648–1706) zu heiraten, der so König wurde. Dies kam den spanischen Interessen entgegen. Spanien erkannte die Unabhängigkeit und Souveränität Portugals an und verzichtete auf alle Thronansprüche. Dafür überließ Portugal Ceuta und die Isla Perejil der spanischen Krone, die noch heute als Exklaven an der nordafrikanischen Küste zu Spanien gehören.